# Thymelaea microphylla
Thymelaea microphylla är en tibastväxtart som beskrevs av Ernest Saint-Charles Cosson och Dur.. Thymelaea microphylla ingår i släktet sparvörter, och familjen tibastväxter. Inga underarter finns listade i Catalogue of Life.